# Krabi krabong
Krabi krabong (em tailandês: กระบี่กระบอง; RTGS: krabi krabong; AFI: [krabi ː krabɔ̄ ː n]) é uma arte marcial armada tailandesa. Está intimamente relacionado a outros estilos de luta do Sudeste da Ásia, como o silat indonésio-malaio, o banshay birmanês e o componente armado do bokator cambojano. A corpo da guarda real do rei Bhumibol Adulyadej (Rama IX) são considerados especialistas altamente treinados de krabi krabong.
O nome do sistema refere-se a suas armas principais, nomeadamente a espada curva (krabi) e o bastão (krabong). Normalmente, duas espadas são empunhadas como um par. As técnicas desarmadas de krabi krabong fazem uso de chutes, golpes nos pontos de pressão, chaves de juntas, agarramentos, e arremessos.

## Origens
O krabi krabong foi desenvolvido pelos antigos militares siameses para o combate no campo de batalha. Ele pode ter sido usado em conjunto com o muay boran mas se as duas artes foram desenvolvidos em conjunto ou de forma independente é incerto. Achados arqueológicos e danças tradicionais suportam o testemunho da miríade de armas que foram usadas antigamente na Tailândia. Algumas delas não são mais encontradas nas atuais artes marciais do país, como o kris (punhal), o hawk (lança), o trisun (tridente), o daab (espada reta) e o vajra. Estas armas, o seu design e a dança de guerra pré-luta no krabi krabong demonstram evidências de uma derivação indiana combinadas com características chinesas. Estudiosos do sul da Índia, homens sagrados, colonos e comerciantes foram especialmente influentes na evolução da cultura tailandesa e suas artes marciais. O estilo do bastão de combate tâmil de silambam foi de particular importância para a história de numerosos sistemas de combate do Sudeste Asiático. Durante o período colonial, silambam se tornou mais comum no sudeste da Ásia do que na Índia, onde foi proibido pelos governantes britânicos.
Os elefantes eram uma parte integral da guerra no Sião. Eles geralmente eram montado pelos mais graduados guerreiros como generais ou pela realeza. o krabi krabong foi frequentemente praticado pelos mahouts (adestradores de elefantes) do palácio. Da parte traseira de um elefante, os arqueiros podiam atirar flechas aos inimigos abaixo ou, caso o guerreiro se encontrasse empunhando uma arma de haste, envolver-se-ia em combate corpo-a-corpo com outro lutador montado. Após a introdução do século XVI, da pólvora, elefantes serviram como tanques, tendo canhões montados em suas costas. As pernas eram o ponto fraco do elefante de guerra, o que obrigava a que tivessem de ser guardados por até quatro soldados de infantaria.
Hoje, reconstituições de batalhas encenadas por atores que muitas vezes são de famílias que adestram elefantes desde o período Ayutthayano. Os mahouts na Tailândia, são muitas vezes de origem Khmer e ainda emitem comandos aos seus elefantes no antigo dialeto Khmer de Kalae. Portanto, é provável que o adestramento de elefantes foi trazida para a Tailândia do Camboja, e que o krabi krabong tem alguma influência cambojana, provavelmente remonta à invasão Ayutthaya de Angkor. Enquanto os mahouts modernos não praticam mais as artes marciais, seu legado ainda pode ser visto no traje usado por expoentes do Krabi Krabong.
Como o comércio indochinês se estendeu para o Japão, pequenas comunidades de japoneses estavam vivendo e negociando em torno da região. Após a batalha de Sekigahara em 1600, muitos daqueles do lado perdedor da guerra foram para o Sião. Outros eram piratas ou comerciantes oficiais que chegarm ao Navios da Red Seal. Os japoneses fugiram de Ayutthaya, após os birmaneses a invadirem, em 1767 mas deixaram a sua influência sobre as artes de combate locais. Muitas das técnicas, posturas, armas e arremessos do krabi krabong são semelhantes aos encontrados no jujutsu e em várias artes marciais armadas japonesas.
Na Tailândia, assim como outros países no Sul e do sudeste da Ásia, os monges atuavam como professores para a comunidade local. Crianças (sexo masculino) eram enviados aos templos, onde, além de aprender sobre o budismo, eram ensinadas matérias que iam desde a língua até a astrologia. Um estabelecimento desse tipo foi o Templo Buddhaisawan em Ayutthaya, onde os monges ensinavam combate com espada aos seus alunos. A origem destes monges é desconhecida, mas acredita-se ter vindo do reino de Lanna no norte da Tailândia. O moderno Instituto de Combate com Espada Buddhai Swan foi dirigido por Sumai Mesamana até sua morte em 1998. Seu filho Pramote Mesamana começou a treinar o Krabi Krabong com a idade de 6 anos. De acordo com o mais jovem Mesamana, a arte foi transmitida na sua família, de pai para filho desde a era Ayutthayan. Hoje ele dirige a Associsção Buddhai Sawan Krabi Kkrabong em Lad Prao.

## Armas
A variedade de armas do krabi krabong é de até 20 armas, sendo utilizadas em treinamento para o combate. O krabi krabong usa muitos tipos diferentes de armas como na artes marciais chinesas. Alguns eram usados de trás do elefante de guerra e alguns a pé. Algumas armas utilizadas nesta arte são:
- Krabi (กระบี่) - Sabre/espada de lâmina simples;
- Krabong (กระบอง) - Bastão;
- Daab (ดาบ) - Espada utilizada em par (daab song mue; ดาบสองมือ), em ambas as mãos;
- Ngao (ง้าว) - Alabarda;
- Mai sok (ไม้ศอก) - Bastão utilzado em par (mai sok san; ไม้ศอกสั้น), em ambos antebraços;
- Loh (โล่) - Escudo circular, utilizado para defesa e ataque;
- Kaen (เขน) - Escudo médio retangular para o braço;
- Phlong (พลอง) - Bastão.

As armas principais do sistema são as espadas duplas.

## Golpes
Os princípios de golpes para o combate são:
- Grupo 1 - Sida (recuo com a cabeça);
- Grupo 2 - Yorkow (parar a montanha);
- Grupo 3 - Cheng (ataque de elefante);
- Grupo 4 - Pikard Pailee (o matador).

## Dança com espadas

### Dança com par de espadas
A dança com par de espadas é feita após o wai kru (feito em quatro direções para homenagear à Deus, ao Rei, ao Mestre e à Família), e é composto por até 12 danças.
As oito primeiras danças são:
1. Nom Kor Sida - Cortando a cabeça da Sida;
2. Kanan Surd Soel - Espadas paralelas;
3. Klong Song - Olhando através do telescópio;
4. Suar Talai Heng - Ataque do tigre;
5. Tad Kien - Cortando a vela;
6. Horng Piek Huk - Pássaro com asas quebradas
7. Sord Fax Put - Botando a espada na bainha;
8. Kakabard - Cruzando as espadas.

### Dança com uma única espada
1. Cher Chy - Voar como o Anjo
2. Dern Phom - Caminhar como o Lorde Phom
3. Cero Tien - Cortar a vela